# Ioannis Kousoulos
Ioannis Kousoulos (griechisch Ιωάννης Κούσουλος; * 14. Juni 1996 in Limassol) ist ein zyprischer Fußballspieler, der bei Omonia Nikosia unter Vertrag steht.

## Karriere

### Verein
Kousoulos begann auf Vereinsebene in der Jugend von Nea Salamis Famagusta mit dem Fußballspielen. Seinen ersten Einsatz im Seniorenbereich hatte er am 14. Dezember 2013 im Spiel der First Division gegen Alki Larnaka, als er in der Nachspielzeit eingewechselt wurde.
Vor Beginn der Saison 2018/19 unterschrieb Kousoulos einen Vierjahresvertrag bei Omonia Nikosia, den er im August 2020 vorzeitig bis 2024 verlängerte.
Aufgrund einer Knorpelverletzung im Knie musste er die gesamte Saison 2021/22 pausieren. Sein Comeback feierte er am 3. September 2022, als er beim 3:2-Heimsieg gegen AEK Larnaca kurz vor Ende des Spiels eingewechselt wurde.

### Nationalmannschaft
Am 23. März 2018 debütierte Kousoulos beim 0:0 im Freundschaftsspiel gegen Montenegro in der zyprischen Nationalmannschaft. Sein erstes Länderspieltor gelang ihm am 21. März 2019 beim 5:0 im Auftaktspiel zur Qualifikation für die Europameisterschaft 2021 gegen San Marino, als er in der 26. Spielminute den Treffer zum zwischenzeitlichen 3:0 erzielte.

## Erfolge
- Zyprischer Meister: 2021
- Zyprischer Pokalsieger: 2022
- Zyprischer Supercupsieger: 2021